# پکا میموزا

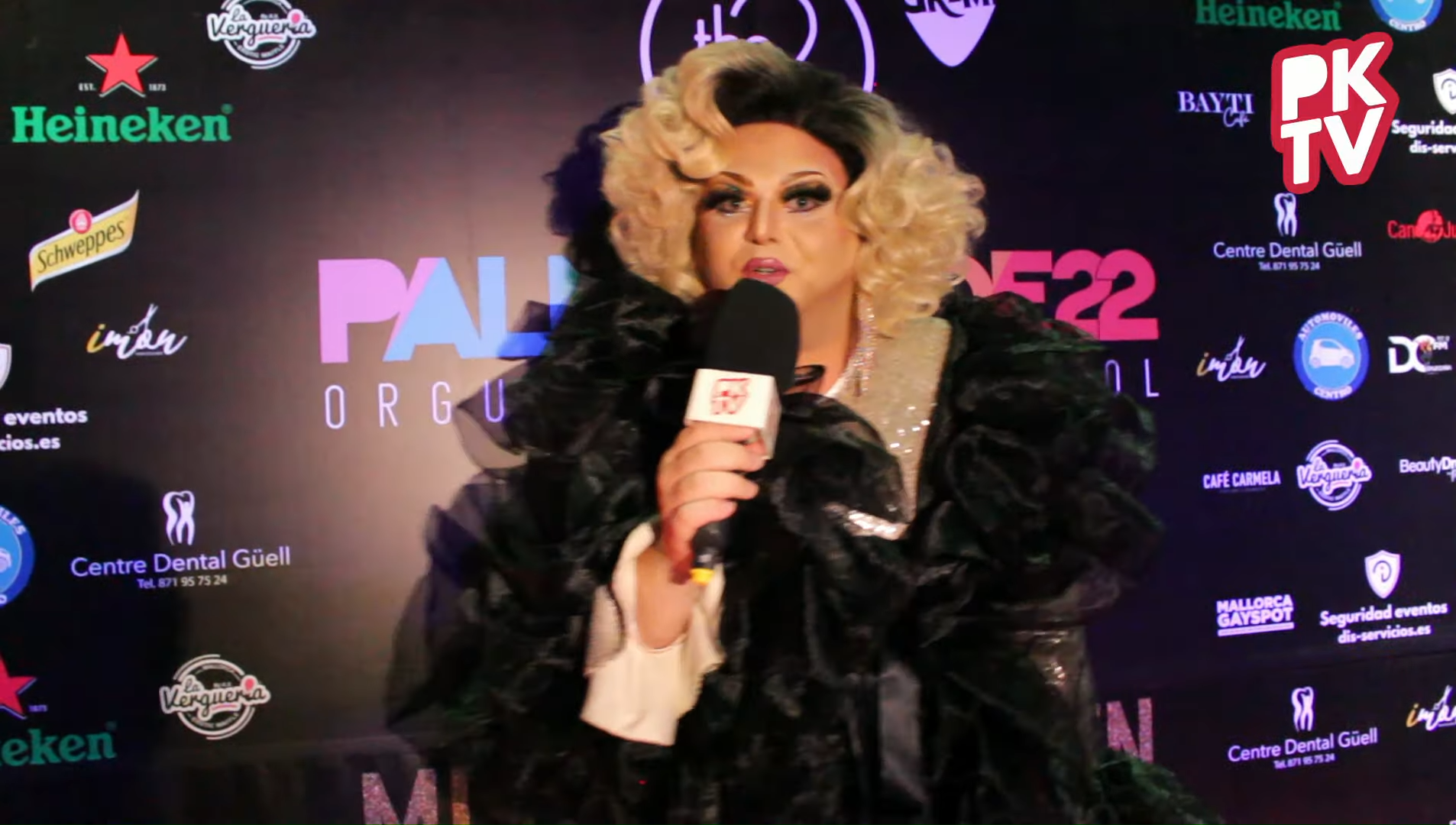

پکا میموزا یک زن‌پوش اسپانیایی، بازیگر، رقصنده و سرگرم‌کننده اجتماعی فرهنگی و فعال حقوق دگرباشان جنسی است.
او فعالیت هنری خود را در سال ۲۰۱۰ با اجرا در کلوپ‌های شبانه در پالما د مایورکا آغاز کرد. نام هنری او برگرفته از " گناهکار " است. او با مونیکا نارانجو، سورایا آرنلاس، ربکا براون، کارینا، گروه باکارا، سارا مونتیل، پاکو کلاول و پاریس هیلتون سابقه همکاری دارد. او در طول اجراهایش از آهنگ‌های «یو سویا آسی» و «تو واس آ شینینگ» استفاده کرد.